# Hessische Gefahrenabwehrverordnung über das Halten und Führen von Hunden
Die Gefahrenabwehrverordnung über das Halten und Führen von Hunden – HundeVO – wurde am 22. Januar 2003 (GBl. I S. 54) vom Hessischen Ministerium des Innern, für Sicherheit und Heimatschutz erlassen und ist inzwischen fünfmal geändert worden. Sie ersetzte zum 8. Februar 2003 die Gefahrenabwehrverordnung über das Halten und Führen von Hunden vom 10. Mai 2002 (GBl. I S. 90). Grundlage der Verordnung ist § 71a des Hessischen Gesetzes über die öffentliche Sicherheit und Ordnung.

## Inhalt
Die Verordnung enthält im Wesentlichen Regelungen über gefährliche Hunde.
In Bezug auf Hunde im Allgemeinen wird bestimmt, dass von diesen keine Gefahren für Leben oder Gesundheit von Menschen oder anderen Tieren ausgehen und sie außerhalb des eingefriedeten Besitztums nicht unbeaufsichtigt laufen gelassen werden dürfen, sowie Halsband oder Brustgeschirr mit den Daten des Halters tragen müssen (§ 1 Abs. 1 und 2 HundeVO). Ferner sind Hunde beim Zusammenkommen zahlreicher Menschen an der Leine zu führen (vgl. im Einzelnen § 9 Abs. 2 HundeVO); im Einzelfall kann auch ein allgemeiner Leinen- und Maulkorbzwang angeordnet werden (§ 9 Abs. 3 HundeVO).

## Regelungen über gefährliche Hunde
§ 2 HundeVO bestimmt, welche Hunde als gefährlich anzusehen sind, also eine über das natürliche Maß hinausgehende Kampfbereitschaft, Angriffslust, Schärfe oder vergleichbare menschen- oder tiergefährdende Eigenschaft besitzen. In § 2 Abs. 1 Satz 2 HundeVO sind neun Rassen und Gruppen von Hunden aufgeführt, bei denen die Gefährlichkeit widerleglich vermutet wird. Darüber hinaus ist gem. § 2 Abs. 2 HundeVO die Gefährlichkeit von Hunden im Einzelfall insbesondere anzunehmen, wenn sie bissig sind, in gefahrdrohender Weise Menschen anspringen oder andere Tiere unkontrolliert hetzen.
Nach § 1 Abs. 3 HundeVO bedarf das Halten eines gefährlichen Hundes der Erlaubnis der zuständigen Behörde. Eine Befreiung von der Erlaubnispflicht kann gem. § 3a Abs 2 HundeVO bei erfolgreicher Ablegung einer Begleithundprüfung, sowie nach Ablauf von drei Jahren ohne weitere Auffälligkeiten und positiver Verhaltensänderung (§ 3a Abs. 1 HundeVO) erteilt werden.
Die Voraussetzungen für die Erteilung der Erlaubnis sind in § 3 HundeVO geregelt. Dabei ist u. a. die persönliche Zuverlässigkeit (§ 5 HundeVO) erforderlich, d. h. der Halter darf insbesondere keine gravierenden Straftaten begangen haben und in der Regel nicht alkohol- oder rauschmittelsüchtig sein bzw. schwerwiegende psychische Krankheiten haben. Darüber hinaus muss der Halter über die erforderliche Sachkunde verfügen (§ 6 HundeVO) und einen positiven Wesenstest für den Hund nachweisen (§ 7 HundeVO). Ferner ist der Hund etwa mit einem elektronisch lesbaren Chip im Sinne des § 12 HundeVO zu kennzeichnen und eine Haftpflichtversicherung nachzuweisen.
Für gefährliche Hunde gelten zudem u. a. die in §§ 9 und 10 HundeVO geregelten Pflichten. So sind diese Tiere etwa außerhalb des befriedeten Besitztums in der Regel an einer höchstens zwei Meter langen Leine zu führen. Außerdem muss grundsätzlich ein Entweichen des gefährlichen Hundes von Grundstücken bzw. Wohnungen ausgeschlossen werden.